# Hans Junghans
Hans Junghans (3. april 1726 i Udbyneder – 13. maj 1818 i Kolding) var borgmester i Kolding mellem 1759 og 1783.

## Karriere
Junghans var søn af senere birkedommer i det vordingborgske rytterdistrikts birk Christian Frederik Junghans og Sophie Cathrina Piper. Han tjente i 12 år på Rudbjerggård og Fritzholm på Lolland, derefter i flere år på Ledreborg. Den 9. marts 1759 blev han borgmester i Kolding; senere samme år (8. juni) blev han også byfoged. Han var den første borgmester i byen med juridisk embedseksamen; den havde han fra Københavns Universitet i 1748.
30. november 1770 blev Junghans tillige herredsfoged i Jerlev, Anst og Slavs Herreder, 21. oktober 1774 virkelig kancelliråd, 12. august 1779 postmester, 1. januar 1802 kun ved brevposten og fik 22. oktober 1783 afsked som borgmester og byfoged og blev udnævnt til justitsråd. 13. oktober 1797 fik han afsked som herredsfoged og 31. december 1808 som postmester. Han døde i den høje alder af 93 år i 1818.

## Ægteskab
Junghans blev gift den 17. april 1750 i Vestenskov Kirke med Elisabeth Just (døbt 19. november 1730 i Toreby Kirke - 14. november 1804 i Kolding), datter af forpagter af Fuglsang Tønnes Just. Parret fik 16 børn, bl.a.:
- Christian Frederik Junghans (døbt 7. december 1753 i Tillitse Kirke - 20. juli 1810 i København), exam.jur., auditør og byfoged i Dansk Vestindien, afskediget pga. uduelighed
- Tønnes Just Junghans (21. juli 1759 i Kolding - 2. september 1837 i Vinderød), erklæret sindssyg og umyndiggjort i 1808
- Georg Frederik Junghans, prokurator

På Den Gamle Kirkegård i Kolding, hvor Junghans er begravet, er der opsat en mindesten.